# Febbre di Pontiac
La febbre di Pontiac (PF) è una forma lieve di legionellosi, che si manifesta con sintomi simil-influenzali, come la nausea, la febbre, la tosse e la cefalea, in assenza di polmonite.
La febbre di Pontiac è così chiamata proprio perché i primi casi vennero riconosciuti nella città di Pontiac nel 1968.

## Epidemiologia
L'incidenza non è nota. A causa dei sintomi non specifici e lievi, si ritiene che la malattia sia sottostimata. La febbre di Pontiac è caratterizzata da un elevato tasso di attacchi (numero dei pazienti affetti/numero delle persone esposte), superiore al 95%.

## Fisiopatologia
La febbre di Pontiac ha un periodo di incubazione breve, che varia dalle 30 alle 90 ore successive all'infezione, e interessa prevalentemente gli adulti, ma sono stati descritti anche casi pediatrici. La malattia si manifesta sotto forma di sindrome simil-influenzale con febbre, cefalea, mialgia e affaticamento. In alcuni casi, i pazienti possono anche presentare dolore toracico, dispnea, diarrea e vomito, rossore agli occhi con fotofobia e artralgia. Questi sintomi di solito durano 2-7 giorni e i pazienti guariscono senza nessun trattamento.
La malattia è causata da un'infezione da inalazione della Legionella pneumophila e della Legionella non-pneumophila attraverso aerosol con acqua contaminata, in genere in particolari ambienti come le docce, le vasche di idromassaggio e le saune. Questi batteri sono presenti nell'acqua e nei terreni bagnati. Non è al momento nota la ragione per cui l'infezione da Legionella evolva in LD o PF nei diversi casi ma, dato che la febbre di Pontiac di solito si osserva nei soggetti immuno-competenti, lo stato immunitario potrebbe essere determinante.

## Diagnosi
La diagnosi di laboratorio viene effettuata solo raramente, in quanto la malattia viene riconosciuta retrospettivamente in base all'evidenza della sieroconversione o di un aumento dei livelli degli anticorpi Legionella nel siero. La diagnosi può essere posta anche mediante l'individuazione dell'antigene della L. pneumophila in campioni di urine.
L'influenza è molto simile alla PF e deve quindi essere posta in diagnosi differenziale.

## Trattamento
Non è necessario alcun trattamento. Di regola la remissione viene raggiunta senza nessuna terapia.

## Prognosi
La febbre di Pontiac non è mai fatale nei soggetti con un ottimo sistema immunitario.